# 陈科美
陈科美（1898年—1997年），曾用名陈锡庆，湖南長沙人，中国教育学家，曾任北京大学教授。